# Mr. Destiny
Mr. Destiny (Brasil: Destino em Dose Dupla ) é um filme de comédia de fantasia estadunidense de 1990, estrelado por James Belushi, Linda Hamilton, Michael Caine, Jon Lovitz, Courteney Cox, Jay O. Sanders e Rene Russo.
Belushi e Hamilton seriam também protagonistas do filme de 1995 Separate Lives (br: Dupla Personalidade / pt: A Última Suspeita).

## Elenco
- James Belushi — Larry Joseph Burrows: O protagonista do filme. Um cara normal, com uma vida comum que deseja que seja diferente, e recebe esse desejo e se torna presidente da empresa com uma casa grande.
- Linda Hamilton — Ellen Jane Burrows/Robertson: a esposa amorosa de Larry na realidade normal. Ela é a chefe do sindicato. Na realidade alternativa, ela olha para Larry com muito desdém, pois no passado ele administrava a empresa como um tirano.
- Michael Caine — Mike, o Bartender/Mr. Destiny: Um barman e um anjo da guarda que é responsável por mostrar a Larry como seria sua vida se as coisas fossem diferentes.
- Jon Lovitz — Clip Metzler: O melhor amigo de toda a vida de Larry. É mostrado ser um brincalhão e um tolo e um pouco de um homem das senhoras. Na realidade alternativa, Clip está sofrendo de baixa auto-estima, é suicida e tem medo de Larry porque costumava intimidá-lo quando adolescente.
- Hart Bochner — Niles Pender: O antagonista do filme. O chefe do departamento de Larry no trabalho, que planeja assumir a empresa.
- Bill McCutcheon — Leo Hansen: O proprietário da empresa para a qual Larry trabalha, um homem velho, mas muito legal. Ele é mostrado para ser um pouco distraído às vezes.
- Rene Russo — Cindy Jo Bumpers/Burrows: filha atraente de Leo Hansen. Na realidade alternativa, ela é a esposa de Larry.
- Jay O. Sanders — Jackie Earle Bumpers, também conhecido como Cement Head: Um ex-jogador de futebol que é casado com Cindy Jo e é presidente da empresa para a qual Larry trabalha. Ele não é visto nem mencionado na realidade alternativa.
- Maury Chaykin — Guzelman: um empreiteiro que reluta em terminar de pavimentar a entrada de automóveis de Larry e Ellen.
- Pat Corley — Harry Burrows: o pai de Larry que trabalha no armazém da empresa para a qual trabalha. Na realidade normal, ele se mostra totalmente fiel à mãe de Larry. Na realidade alternativa, é mencionado que ele é divorciado da mãe de Larry e namora mulheres mais jovens.
- Douglas Seale — Boswell: empregado pessoal de Larry na realidade alternativa.
- Courteney Cox — Jewel Jagger: A operadora de empilhadeira na realidade normal. É mostrado que tem um lado sombrio que se torna mais evidente na realidade alternativa, com quem Larry descobre que ele está tendo um caso.
- Doug Barron — Lewis Flick: cúmplice de Niles Pender, embora ele demonstre não ser tão sincero quanto Niles.
- Jeff Weiss — Ludwig: o motorista de Larry na realidade alternativa
- Jeff Pillars — Duncan: motorista de caminhão de reboque.
- Kathy Ireland — Gina: namorada de Harry Burrows (sequência de fantasia).
- Sari Caine — menina: filha de Larry Burrows (sequência de fantasia).
- Bryan Buffington — menino: filho de Larry Burrows (sequência de fantasia).
- Rich Devaney — Larry Burrows: jovem Larry Burrows.
- Sky Berdahl — Clip Metzler: jovem Clip Metzler.
- Heather Lynch — Ellen Jane Burrows: jovem Ellen Jane Ripley.

## Filmagens
Partes do filme foram filmadas em Winston-Salem, Carolina do Norte, usando o time de beisebol da Richard J. Reynolds High School. O prédio de escritórios é a antiga sede da R. J. Reynolds Tobacco Company.

## Recepção
No Rotten Tomatoes, o filme tem uma taxa de aprovação de 38%, com base em críticas de 16 críticos.
Roger Ebert, do Chicago Sun-Times, deu ao filme 2 de 4 estrelas e escreveu: "O filme é uma marcha lenta, através de conclusões precipitadas, e sua passividade curiosa é sublinhada, se é essa a palavra, pela trilha sonora mais silenciosa que me lembro."
O público consultado pelo CinemaScore atribuiu ao filme uma nota média de "B+" na escala A+ a F.